# Chthonius gjirokastri
Espèce
Chthonius gjirokastri est une espèce de pseudoscorpions de la famille des Chthoniidae.

## Distribution
Cette espèce est endémique d'Albanie. Elle se rencontre vers Gjirokastër.

## Étymologie
Son nom d'espèce lui a été donné en référence au lieu de sa découverte, Gjirokastër.

## Publication originale
- Ćurčić, Rađa, Dimitrijević & Vujčić-Karlo, 2008 : On two new representatives of the genus Chthonius C.L. Koch (Chthoniidae, Pseudoscorpiones) from Albania. Buletini Shkencor, Seria e Shkencave të Natyrës, vol. 58, no , p. 71-82.